# Valentin Robu
Valentin Robu (ur. 17 stycznia 1967 w Săbăoani) – rumuński wioślarz. Dwukrotny medalista olimpijski.
Brał udział w czterech igrzyskach (IO 88, IO 92, IO 96, IO 00), na dwóch zdobywał srebrne medale. W 1988 zajął drugie miejsce w czwórce ze sternikiem. Osadę tworzyli także Dimitrie Popescu, Ioan Șnep, Vasile Tomoiagă i sternik Ladislau Lovrenschi. Cztery lata później ponownie był drugi, tym razem w ósemce. Na mistrzostwach świata zdobył szereg medali: dwa złote, trzy srebrne i trzy brązowe w dwóch konkurencjach.
Jego żona Doina Robu także była wioślarką i medalistką olimpijską.